# Wojna domowa w Etiopii
Etiopska wojna domowa – wewnętrzny konflikt zbrojny w Etiopii rozpoczęty 12 września 1974 roku z chwilą detronizacji cesarza Hajle Syllasjego I przez Derg, a zakończony w momencie, kiedy koalicja Etiopskiego Ludowo-Rewolucyjnego Frontu Demokratycznego objęła władzę w państwie w 1991. Wojna toczyła się między rządem wojskowym wspartym przez blok wschodni a zbrojną opozycją oraz separatystami.

## Historia

### Zamach stanu z 1974 roku
Nowa era w historii Etiopii rozpoczęła się wraz z wojskowym zamachem stanu z czerwca 1974 roku. W wyniku puczu obalony został urzędujący cesarz Hajle Syllasje I. Utworzony przez armię Komitet Koordynacyjny Sił Zbrojnych znany potocznie jako Derg początkowo działał jako jednostka dochodzeniowa mająca wykorzenić korupcję, szybko nabrał cech junty wojskowej. Derg przejmował zagraniczną własność poprzez nacjonalizację a rodzinę królewską poddał izolacji. We wrześniu armia detronizowała cesarza. Do pełnego obalenia rządu monarchistów doszło w listopadzie kiedy to w wyniku powstania ludowego członkowie dotychczasowego rządu zostali poddani egzekucji. Od tego momentu Derg w pełni kontrolował sytuację w Etiopii. Rewolucyjny rząd zawiązał przymierze ze Związkiem Radzieckim i rozpoczął wdrażanie reform na zasadach marksizmu-leninizmu. W ramach przemian grunty ziemiaństwa zostały zajęte i poddane dystrybucji chłopstwu. Wszystkie gałęzie przemysłu zostały znacjonalizowane a dotychczasowa biurokracja zdymisjonowana.

### Przebieg wojny
Przeciwko detronizacji cesarza i radykalnym reformom wystąpili zwolennicy rodziny królewskiej. Kilku generałów armii cesarskiej wraz z synem obalonego cesarza, Mengeszem Syjumem powołało Etiopską Unię Demokratyczną, która rozpoczęła działania antyrządowe w prowincji Tigraj.
Po puczu chwilowemu zamrożeniu uległ trwający od początku lat 60. konflikt w Erytrei pomiędzy Etiopią a secesjonistami (Erytrejski Front Wyzwolenia (ELF) i Erytrejski Ludowy Front Wyzwolenia) (EPLF). Wojskowi wierzyli że konflikt uda rozwiązać się pokojowo. Ministrem obrony w rządzie junty został Aman Mikael Andom będący z pochodzenia Erytrejczykiem. Nowy minister rozpoczął negocjacje pokojowe. 23 listopada 1974 roku minister zginął z rąk zwolenników Mengystu Hajle Marjam będącego rzeczywistym autorem puczu wojskowego. Zabójstwo wojskowego nie wpłynęło na sytuację w Erytrei która dalej była względnie spokojna. Ugrupowania separatystów wykorzystały chaos w Etiopii na przygotowanie się do regularnej wojny. W lutym 1975 roku separatyści otoczyli Asmarę będącą stolicą Erytrei. Siły rebeliantów przeszły przeistoczenie z sił partyzanckich w regularną armię. Bitwa o stolicę zakończyła się klęską buntowników którzy stracili w niej setki żołnierzy. Walki o miasto rozpoczęły nowy etap wojny o niepodległość tego regionu.
Bunt w Erytrei rozpoczął całą serię wystąpień separatystycznych w różnych regionach kraju. Do końca 1976 roku rebelianci działali we wszystkich czternastu regionach administracyjnych kraju. Rebelianci poza Erytreą, byli bardzo aktywni w Tigraj gdzie działał utworzony w 1975 roku Tigrajski Ludowy Front Wyzwolenia (TPLF). Kolejnymi frakcjami prowadzącymi z rządem walkę partyzancką były – Front Wyzwolenia Oromo, Front Wyzwolenia Zachodniej Somalii oraz Front Wyzwolenia Afaru. Front Wyzwolenia Zachodniej Somalii który rozpoczął powstanie w Ogadenie w 1975 roku zyskał pomoc zaopatrzeniową sąsiedniej Somalii, z kolei działający od marca 1975 roku Front Wyzwolenia Afaru w 1976 roku rozpoczął koordynację działań z EPLF i TPLF.
W marcu 1976 roku Derg ogłosił mobilizację której celem było zdławienie zbrojnej opozycji (przede wszystkim erytrejskich nacjonalistów). Celem uderzania sto tysięcznej armii uzbrojonych chłopów stała się Erytrea. Kampania okazała się porażką rządu a oddziały rządu zostały rozbite przez działające wspólnie siły TPLF i EPLF. Fiasko rządowej kampanii skłoniło Derg do ponownych negocjacji. 16 maja 1976 roku wojskowi ogłosili dziesięciopunktowy plan pokojowy, opierający się na amnestii i rehabilitacji buntowników oraz na utworzeniu autonomii erytrejskiej w ramach federacji. Plan nie wszedł w życie ze względu na twardą postawę separatystów. Do 1977 roku separatyści zajęli większość obszaru Erytrei.
Od 1976 roku rząd rozpoczął pośpieszną modernizację armii którą umożliwił Związek Socjalistycznych Republik Radzieckich. Kraj mógł ponadto liczyć na dostawy sprzętu i doradców z państw takich jak Kuba, Korea Północna, Izrael i NRD.
Sytuacje skomplikował kolejny pucz wojskowy z lutego 1977 roku. W trakcie jego trwania Mengystu Hajle Marjam fizycznie wyeliminował dotychczasowego lidera Dergu Teferi Bentiego. Mengystu przyśpieszył reformy i ogłosił Etiopię krajem socjalistycznym. W ramach zmian dyktator zdecydował się w kwietniu 1977 roku zamknąć działającą w kraju amerykańską misję wojskową i jej centrum łączności. Krok ten spowodował zwiększenie radzieckich dostaw do afrykańskiego kraju.
Pucz Mengystu przyczynił się do dezintegracji wśród dotychczas popierających rząd grup skrajnej lewicy. Poparcie wobec junty wycofała najpierw Partia Ludowo-Rewolucyjna Etiopii (EPRP). Członkowie EPRP stoczyli najpierw walki uliczne w stolicy kraju z członkami konkurencyjnej grupy Socjalistyczny Ruch Panetiopski (MEISON) która przedłużyła poparcie dla Dergu. W bitwie na ulicach miasta zginęło kilkaset osób. Pokonane przez MEISON grupy wycofały się na prowincje skąd rozpoczęły akcje zbrojne przeciwko urzędnikom i zwolennikom Dergu. Na biały terror rząd odpowiedział falą czerwonego terroru. Do końca 1978 roku z rąk służb bezpieczeństwa zginął szereg zwolenników i działaczy EPRP, zwłaszcza studentów. Pozostali przy życiu członkowie partii schronili się w Tigraju gdzie z pomocą z pomocą EPLF tworzyli zgrupowania partyzanckie. Oprócz starć z rządem, partia sporadycznie ścierała się z rebeliantami tigrajskimi. Konflikt się do wycofania się oddziałów EPRP w okolice Gonderu skąd Partia Ludowo-Rewolucyjna kontynuowała walki zarówno z Dergiem i Tigrajskim Ludowym Frontem Wyzwolenia.
Szalejący w kraju czerwony terror i walki wewnętrzne zachęciły rząd Somalii do zbrojnej interwencji w Ogadenie. Inwazja rozpoczęła się w lipcu 1977 roku. Po dość szybkich postępach bojowych armii somalijskiej i wspierających ją separatystów z WSLF, do Etiopii nadeszła wzmożona pomoc państw bloku wschodniego obejmująca 800–1000 radzieckich specjalistów i około 15 tysięcy żołnierzy kubańskich. Połączone siły etiopsko-kubańskie zmusiły do odwrotu regularną armię Somalii. Ostatni większy somalijski oddział opuścił Etiopię 15 marca i tym samym wojna została zakończona. Wraz z somalijskim wojskiem do Somalii wycofało się 1,5 miliona mieszkańców Ogadenu obawiających się zemsty ze strony Etiopczyków. Po klęsce armii somalijskiej, Front Wyzwolenia Zachodniej Somalii prowadził jedynie sporadyczne działania antyetiopskie. W 1984 roku powstał spadkobierca tradycji WSLF – Narodowy Front Wyzwolenia Ogadenu, niemniej jednak jego wpływy wzrosły dopiero po upadku Dergu.
Sprzęt zdobyty w trakcie wojny w Ogadenie został wykorzystany przez armię etiopską do tłumienia rebelii w innych regionach. Wzmocniona armia zdołała odbić większość miast zajętych przez ruch oporu w Erytrei. Sytuację buntu w Erytrei pogorszył jeszcze bardziej konflikt wewnętrzny pomiędzy ELF a EPLF który wybuchł w 1981 roku. Na skutek walk do 1983 roku ELF został praktycznie w całości rozbity przez konkurencyjne ugrupowanie.
Sukces w wojnie w Ogadenie dał wojskowym pretekstem do rozbicia zmilitaryzowanego Socjalistycznego Ruchu Panetiopskiego który choć popierał rząd to działał niezależnie od niego. W przeciągu lat 1977–1978 większość przywódców oraz duża część członków ruchu padła ofiarą fizycznej eliminacji ze strony służb bezpieczeństwa.
W 1982 roku Derg rozpoczął w akcję pod nazwą Obóz Czerwonej Gwiazdy. Akcja była wymierzona w erytrejskich buntowników. Z jednej strony rząd prowadził intensywne działania gospodarcze w regionie, z drugiej kontynuował eliminację ruchu partyzanckiego. W trakcie akcji liczba etiopskich żołnierzy w kraju osiągnęła dwieście tysięcy funkcjonariuszy. Do siedziby partyzanckiej w Nacfa wysłano II Dywizję. Zanim dotarła ona na miejsce, partyzanci przegrupowali się w efekcie czego bitwa zakończyła się porażką Etiopii. Ofensywa kosztowała Etiopię jedenaście tysięcy zabitych, tysiące rannych i wziętych do niewoli. Po porażce kampanii akcję Obozu Czerwonej Gwiazdy zakończono.
Klęska głodu w Etiopii w latach 1983–1985 przyczyniła się do nasilenia wystąpień w całym kraju. W 1987 roku do rebeliantów należało już co najmniej 90% terenów Tigraj i Erytrei. Porażki militarne skłoniły juntę do ustępstw. Jeszcze w 1987 roku w życie weszła nowa konstytucja na mocy której formalnie likwidowano Derg i utworzono republikę o nazwie Ludowo-Demokratyczna Republika Etiopii w której regiony zamieszkiwane przez mniejszości etniczne otrzymały autonomię. Autonomia nie satysfakcjonowała jednak buntowników którzy kontynuowali zbrojne akcje.
Coraz słabszy Mengystu w drugiej połowie lat 80. utracił radziecką pomoc wojskową. Wywołało to chaos w szeregach armii. Coraz większe grono żołnierzy sprzeciwiało się rządom dyktatora. W 1989 roku doszło do nieudanego puczu wojskowych przeciwników Mengystu. Groźba anarchii skłoniła Mengystu (od 1987 roku prezydenta) do rozmów pokojowych z opozycją. W 1989 roku w Nairobi ruszyły rozmowy między rządem a partyzantami z Erytrei; w rozmowach udział wziął reprezentant Stanów Zjednoczonych Jimmy Carter. Jeszcze w tym samym roku jego rząd rozpoczął rozmowy w Rzymie z przywódcą Tigrajskiego Ludowego Frontu Wyzwolenia, Melesem Zenawi. Rozmowy okazały się bezowocne a rebelianci kontynuowali kampanię partyzancką.
Po fiasku rozmów pokojowych w 1989 roku, przywódcy TPLF i EPLF wraz z mniejszymi frakcjami opozycji powołali koalicyjny Etiopski Ludowo-Rewolucyjny Front Demokratyczny. Wspólna ofensywa wojsk koalicji doprowadziła w 1991 roku do zajęcia przez rebeliantów stolicy kraju. Zdobycie stolicy równoznaczne było z ucieczką Mengystu z kraju i objęciem przez opozycję władzy w kraju. Rząd przejściowy zdecydował o przekształceniu Etiopii w federację. Jedynym regionem Etiopii który uzyskał niepodległość była Erytrea gdzie w 1993 roku odbyło się referendum niepodległościowe zakończone sukcesem separatystów.